# Damastes (geslacht)
Damastes is een geslacht van spinnen uit de  familie van de jachtkrabspinnen (Sparassidae).

## Soorten
- Damastes atrignathus Strand, 1908
- Damastes coquereli Simon, 1880
  - Damastes coquereli affinis Strand, 1907
- Damastes decoratus (Simon, 1897)
- Damastes fasciolatus (Simon, 1903)
- Damastes flavomaculatus Simon, 1880
- Damastes grandidieri Simon, 1880
- Damastes majungensis Strand, 1907
- Damastes malagasus (Karsch, 1881)
- Damastes masculinus Strand, 1908
- Damastes nigrichelis (Strand, 1907)
- Damastes nossibeensis Strand, 1907
- Damastes oswaldi Lenz, 1891
- Damastes pallidus (Schenkel, 1937)
- Damastes sikoranus Strand, 1906
- Damastes validus (Blackwall, 1877)